# كونت دراكولا
الكونت دراكولا أو الدَّرَاقُول (بالتركية العثمانية: دره قول، بالإنجليزية: Count Dracula) هو شخصية خيالية وهي الشخصية العُنوانيَّة (أي الشخصية التي يُستمد منها اسم العمل الأدبي) والشخصية المضادة الرئيسة في رواية برام ستوكر (Bram Stoker)، التي نُشرت عام 1897م وتنتمي لنوع الرعب القوطي وتحمل عنوان دراكولا. ووُصِف بأنه النموذج الأصلي لشخصية مصَّاص الدماء. وبعض جوانب هذه الشخصية مستوحاة من قائد الجيش الروماني في القرن الخامس عشر الميلادي وأمير مقاطعة والاشيا «الأفلاق» فلاد الثالث المخوزق. ولطالما ظهرت الشخصية في الثقافة الشعبية، بدءًا من الأفلام ومرورًا بالوسائط المتحركة وحتى في إعلانات حبوب الإفطار.

## في رواية ستوكر
يقوم عدة روائيين في رواية برام ستوكر بسرد خصائص شخصية الكونت دراكولا وقواه وقدراته ونِقاط ضعفه بطريقة تدريجية، ومن وجهات نظر مختلفة. وكان أكثر الروائيين الذين يعلمون الكثير عنه جوناثان هاركر (Jonathan Harker) وجون سيوارد (John Seward) وكذلك مينا هاركر (Mina Harker).

## في الثقافة الشعبية
يُعَّد دراكولا بلا شك واحدًا من أشهر الشخصيات في الثقافة الشعبية. وقد قام بتمثيل دوره العديد من الممثلين في أكثر من اقتباسات سينمائية وتليفزيونية أكثر من أي شخصية رعب أخرى. ومن بين الممثلين الذين قاموا بأداء دوره: ماكس شريك (Max Schreck)، وبيلا لوغوسي (Béla Lugosi)، وجون كارادين (John Carradine)، وكرستوفر لي (Christopher Lee)، وفرانسيس لوديرير (Francis Lederer)، ودنهولم إليوت (Denholm Elliott)، وجاك بالانس (Jack Palance)، ولويس جوردن (Louis Jourdan)، وفرانك لانغيلا (Frank Langella)، وكلاوس كينسكي (Klaus Kinski)، وغاري أولدمان (Gary Oldman)، وليسلي نيلسن (Leslie Nielsen)، وجورج هاميلتون (George Hamilton)، وكيث لي كاسل (Keith-Lee Castle)، وجيرارد بتلر (Gerard Butler)، وريتشارد روكسبرغ (Richard Roxburgh)، ومارك وارن (Marc Warren)، وراتغر هاور (Rutger Hauer)، وستيفن بلينغتون (Stephen Billington)، ودومينيك بورسيل (Dominic Purcell). كما لَعِب لون تشاني جي آر (Lon Chaney Jr) دور كلٍّ من دراكولا وابنه في الفيلم العالمي «ابن دراكولا.» (Son of Dracula). وترتبط تلك الشخصية بشكل مباشر بالنموذج الأصلي والثقافي لمصَّاصِ الدماء، وظلَّ أحد الأزياء التنكرية المفضَّلة في الهالووين (عيد القدِّيسين).
وفي برنامج الأطفال شارع سمسم (Sesame Street) يوجد شخصية تُسمَّى كونت فون كونت (Count von Count) والتي تعتمد بشكل أساسي على أداء بيلا لوغوسي لشخصية الكونت دراكولا.
وفي عام 2003م استطاعت شخصية الكونت دراكولا من أداء بيلا لوغوسي في فيلم 1931م أن تحتل المرتبة 33 لأعظم شرير سينمائي من قِبل معهد الفيلم الأمريكي.

## وصلات خارجية
- Bram Stoker Online Full text, PDF and audio versions of Dracula.